# Український (Тихорєцький район)
Український — хутір в Тихорєцькому районі Краснодарського краю.
Входить до складу Єрємізіно-Борисівського сільського поселення.
Населення — 49 жителів.

## Географія

### Вулиці
- вул. Коротка,
- вул. Стєпная.